# Картаго (кантон)
Карта́го (исп. Cartago) — кантон в провинции Картаго Коста-Рики.

## География
Находится в западной части провинции. Имеет три участка границы с провинцией Сан-Хосе. Административный центр — Картаго, также является центром провинции.

## Округа
Кантон разделён на 11 округов:
1. Орьенталь
2. Оксиденталь
3. Кармен
4. Сан-Николас (Тарас)
5. Агуа-Кальенте (Сан-Франсиско)
6. Гуадалупе (Аренилья)
7. Корралильо
8. Тьерра-Бланка
9. Дульсе-Номбре
10. Льяно-Гранде
11. Кебрадилья